# The Battle of Gettysburg (McMillen)

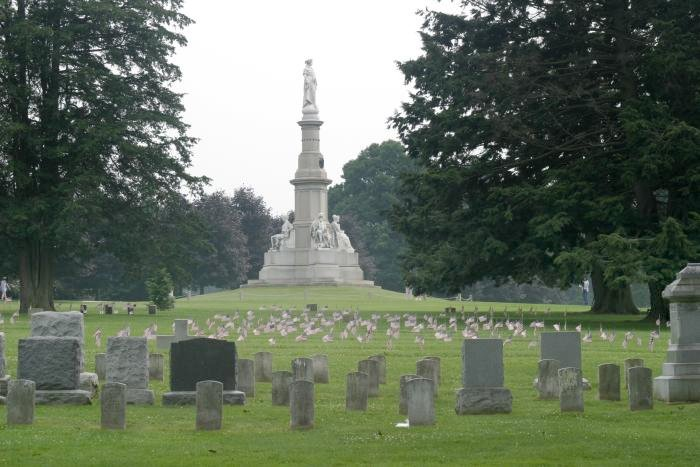
Monument na polu bitwy pod Gettysburgiem

The Battle of Gettysburg – poemat Fredericka D. McMillena, opublikowany w tomie The Battle of Gettysburg, and Other Poems, wydanym w 1919. Utwór, napisany strofą ośmiowersową z rymami parzystymi, opowiada o najważniejszej bitwie wojny secesyjnej, która rozegrała się w dniach 1−3 lipca 1863.

The arm of commander Lee,
In Eighteen hundred sixty-three
Its martial powers to demonstrate
Sought Washington's most Westward gate;
The Northern army home to drive,
With thousand soldiers seventy-five
Faithful followers every one.
From fields their master hand had won.